# Café Hawelka

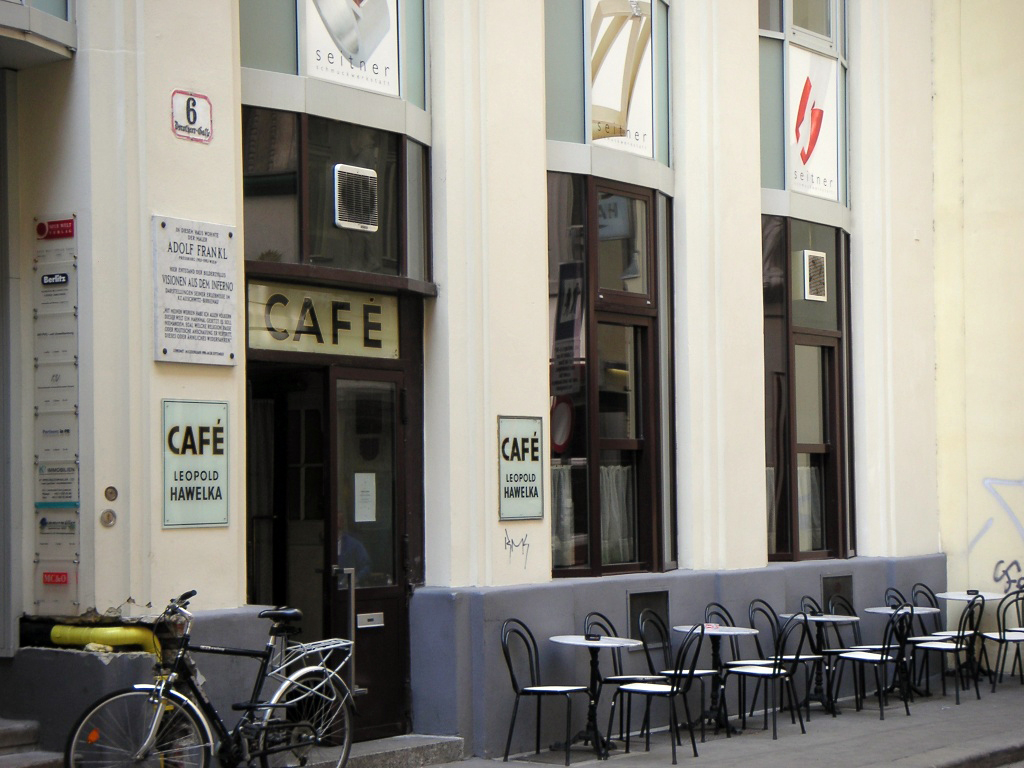
Café Hawelka

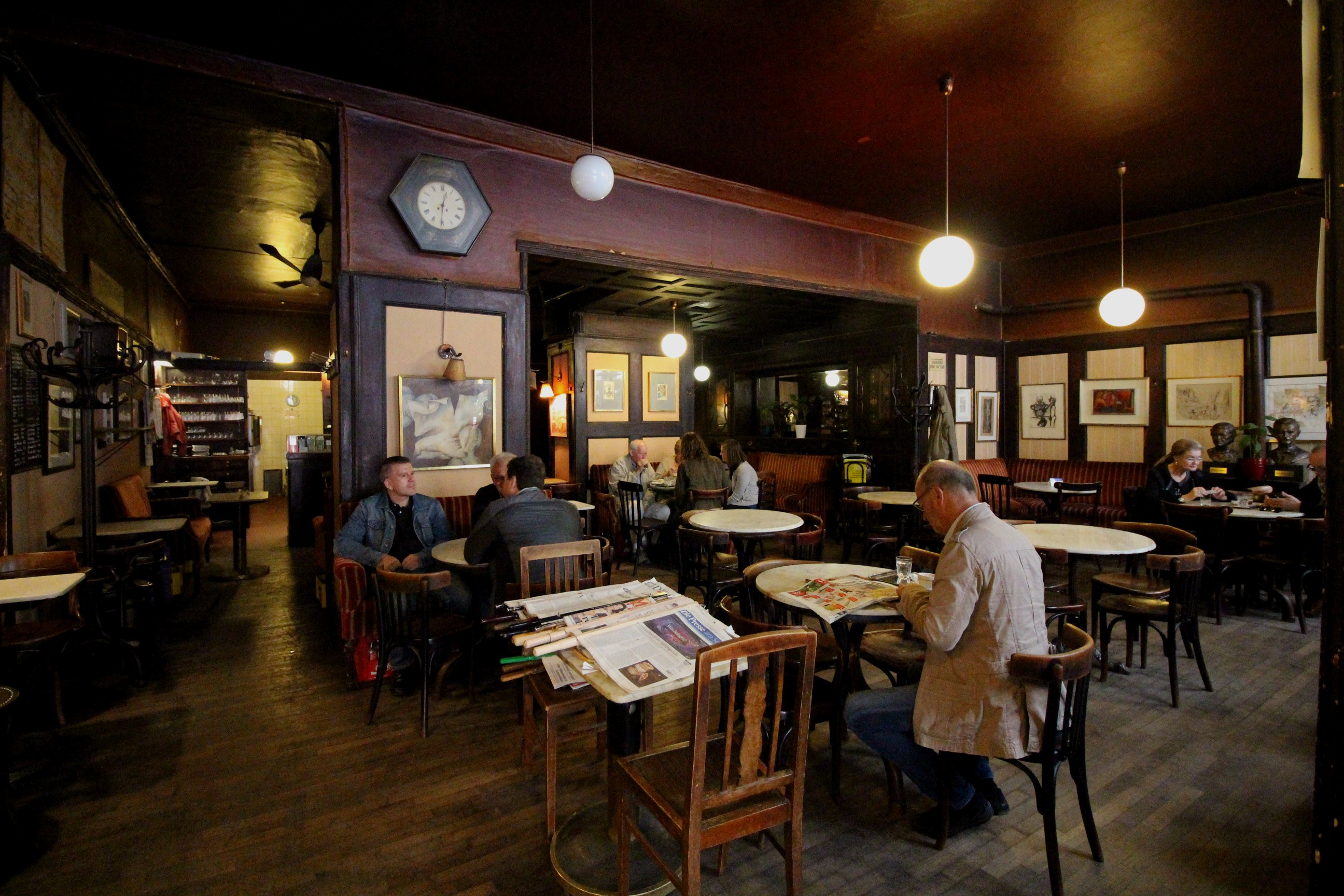
Interiör

Café Hawelka är ett wienerkafé på Dorotheergasse 6 i Wien i Österrike.
Café Hawelka öppnades 1939 av paret Leopold (1911-2011) och Josefine Hawelka (1913-2005), vilka dessförinnan sedan 1936 hade drivit Kaffee Alt Wien på Bäckerstrasse och sedan maj 1939 Café Ludwig på Dorotheergasse. Café Hawelka var under andra världskriget 1939-45 stängt och användes av den tyska krigsmakten.
Efter Österrikes självständighet 1955 utvecklade sig kaféet till träffpunkt för författare och kritiker som Heimito von Doderer, Albert Paris Gütersloh och Hans Weigel. Efter stängningen av Café Herrenhof 1961 drog också andra konstnärer dit, och Café Hawelka blev sin tids viktigaste träffpunkt för Wiens konstvärld. Till dess stamgäster hörde bland annat H. C. Artmann, Konrad Bayer, Ernst Fuchs, Friedensreich Hundertwasser, Rudolf Hausner, Wolfgang Hutter, Helmut Qualtinger, Gerhard Rühm och Oskar Werner. Dess glansdagar som konstnärskafé inföll på 1960- och 1970-talen.